# هامبارتسوم گالستیان
هامبارتسوم گالستیان (Համբարձում Գալստյան؛ زادهٔ ۱۹۵۵ - درگذشته ۱۹۹۴) یک سیاستمدار اهل ارمنستان بود که از تاریخ ۴ دسامبر ۱۹۹۰ تا تاریخ ۲۲ دسامبر ۱۹۹۲ سمت شهرداری ایروان را برعهده داشت. وی عضو کمیته قره‌باغ بود

## زندگی‌نامه
در ۱۴ دسامبر ۱۹۵۵ در ایروان به دنیا آمد و از فارغ‌التحصیل شد. در ۱۷ دسامبر ۱۹۹۴ در سن ۲۵ سالگی در ایروان به ضرب گلوله کشته شد.

## نگارخانه

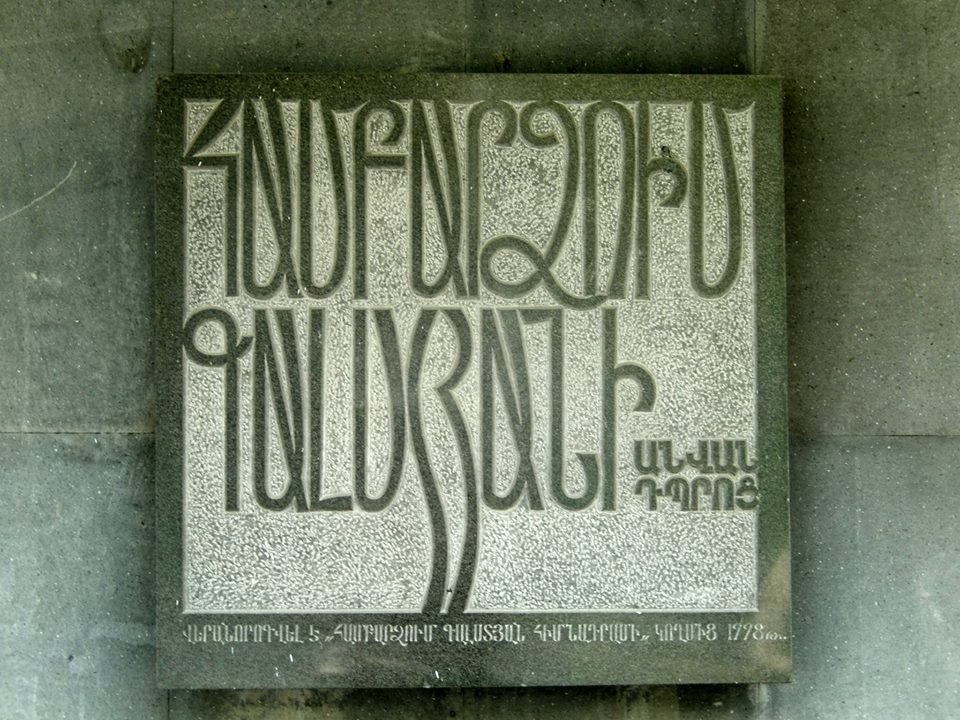